# Retaule

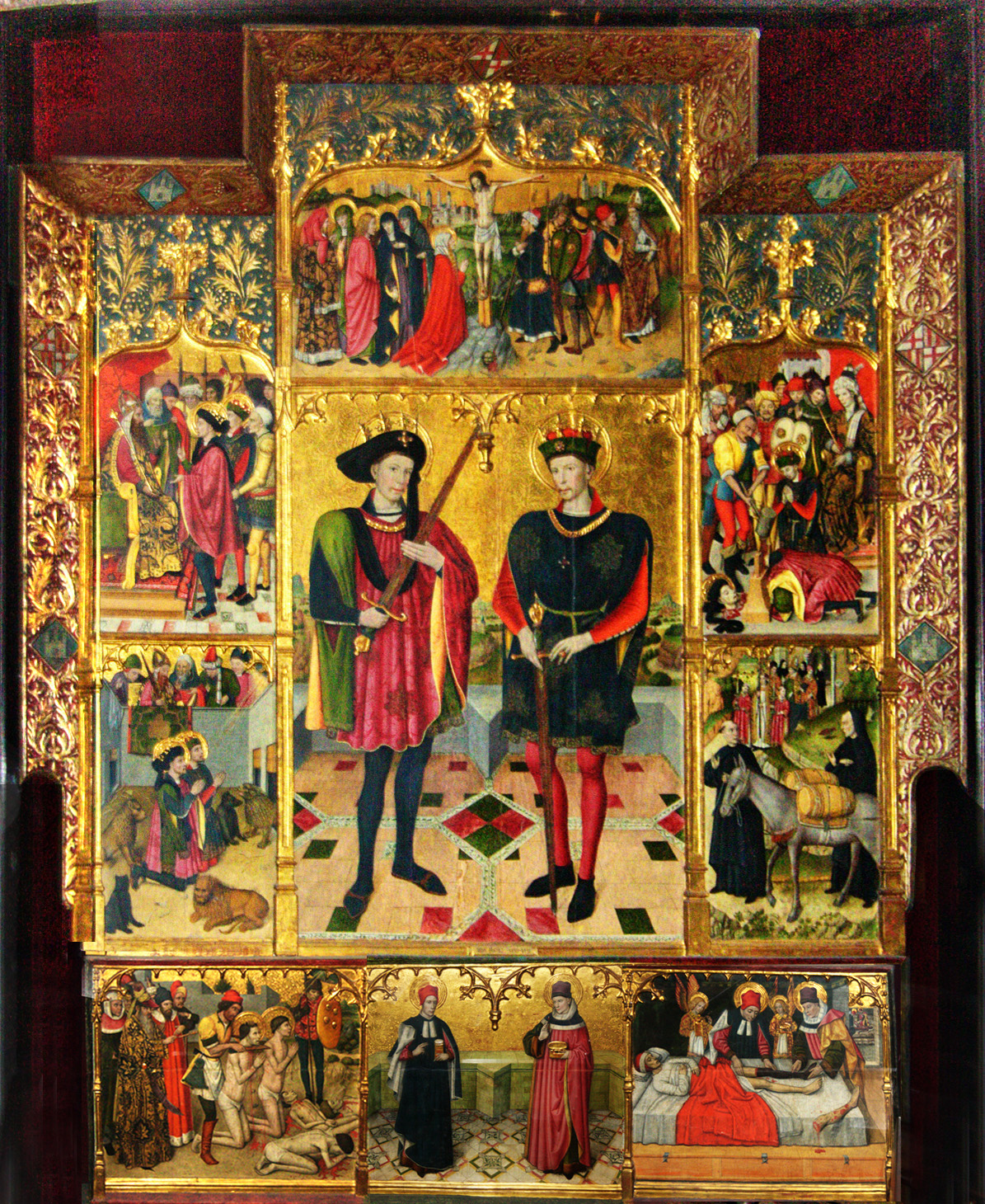
Retaule dels sants Abdó i Senén pintat per Jaume Huguet. Església de Sant Pere de Terrassa

Un retaule o reretaule (del llatí retro tabula) és una estructura arquitectònica o de fusteria composta per diverses caselles amb representacions que s'alça a la part de darrere de l'altar de les esglésies cristianes i que constitueix la principal referència visual del presbiteri. Els retaules poden ser fets a base de pintures, escultures o relleus (o bé una combinació d'aquestes coses), malgrat també n'hi ha d'argenteria, esmalts, etc. Un retaule major és aquell que presideix l'altar principal (altar major) d'una església. Un retauló és un retaule de petites dimensions i, molt especialment, un exvot consistent en una petita tauleta de fusta pintada. Finalment, un retaule factici és un retaule fet acoblant elements de procedència diversa que en origen no formaven una unitat.
Els retaules tenen un gran protagonisme entre els segles del gòtic i el barroc, és a dir, entre la baixa edat mitjana (segles XI al XV) i el final de l'edat moderna (segles XVI al XVIII). Per a l'església catòlica, tot i que el seu ús no està prescrit pels cànons litúrgics, són instruments importants per a la transmissió de continguts doctrinals, per a fer pedagogia de la fe catòlica i per al foment de la devoció popular, de manera que la presència de retaules (amb formes diverses) és pràcticament constant a totes les esglésies del món catòlic. Així mateix els retaules embelleixen i dignifiquen els espais de culte i, mitjançant la seva iconografia, serveixen per a facilitar la identificació dels respectius altars (o sigui, per la imatge d'un sant representada en un retaule es pot saber a quin sant està dedicat l'altar corresponent). En tant que obres d'art a l'abast del públic, els retaules contribueixen decisivament a la formació i la popularització de les cultures visuals. Durant el gòtic foren el principal agent difusor de les iconografies relacionades amb el culte a la Mare de Déu i els sants. Igualment, els retaules barrocs, molt especialment els hispànics, esdevenen un dels més importants vehicles propagandístics de la Contrareforma i de la seva cultura visual.
Els retaules són fruit del mecenatge i, per tant, un element al servei del prestigi i fins i tot de l'ostentació dels seus promotors. Quan són privats, no hi falten els escuts o les referències als donants ni tampoc els seus retrats. Encara que normalment els retaules es denominen segons el tema de la casella principal (Retaule de la Transfiguració, Retaule de l'Esperit Sant, Retaule de la Puríssima Concepció, Retaule de Sant Joan, Retaule de Sant Pere…) és bastant freqüent que també es coneguin pel nom dels seus promotors: Retaule del marquès de Santillana, Retaule del Conestable, Retaule de Portinari, Mare de Déu dels Consellers, Tríptic Werl, Pala Strozzi, Retaule del gremi de blanquers, etc. Per a molts pobles i ciutats, el retaule major de la seva església, sufragat per la comunitat, era un important motiu d'orgull local. Per això també és freqüent denominar els retaules segons el lloc on es troben o d'on procedeixen (per exemple, Retaule de Gant, Retaule de Vallmoll, Retaule del Miracle, Retaule de Guimerà, etc.).
Pel que fa a les estructures dels retaules, tot i no ser obra d'arquitectura fan ús dels elements arquitectònics característics de cada època (columnes, pinacles, entaulaments, frontons..) i també d'un abundant repertori ornamental i decoratiu que evoluciona en funció dels gustos i dels temps.
També s'anomena «retaule» a determinats espectacles teatrals que representen una successió de fets històrics, llegendaris, religiosos, etc. Per exemple el Retaule de Sant Ermengol que es representa a La Seu d'Urgell.

## Tipus de retaules
Les formes dels retaules varien molt segons els llocs i les respectives tradicions culturals. Al món hispànic predominen els retaules de desenvolupament vertical que tendeixen a omplir tot el fons de les esglésies arribant a assolir dimensions monumentals. A Itàlia, en canvi, predominen els retaules apaïsats o bé els constituïts per una única taula de forma quadrada o rectangular. S'anomenen Pala d'altare, ancona o dosssale. Al nord i centre d'Europa són molt freqüents els retaules amb ales (en alemany, Flügelaltar), és a dir, amb portes que poden obrir-se i tancar-se sobre la part central del conjunt. Poden estar constituïts per nombroses caselles i aleshores s'anomenen políptics. Quan només consten de tres caselles s'anomenen tríptics.

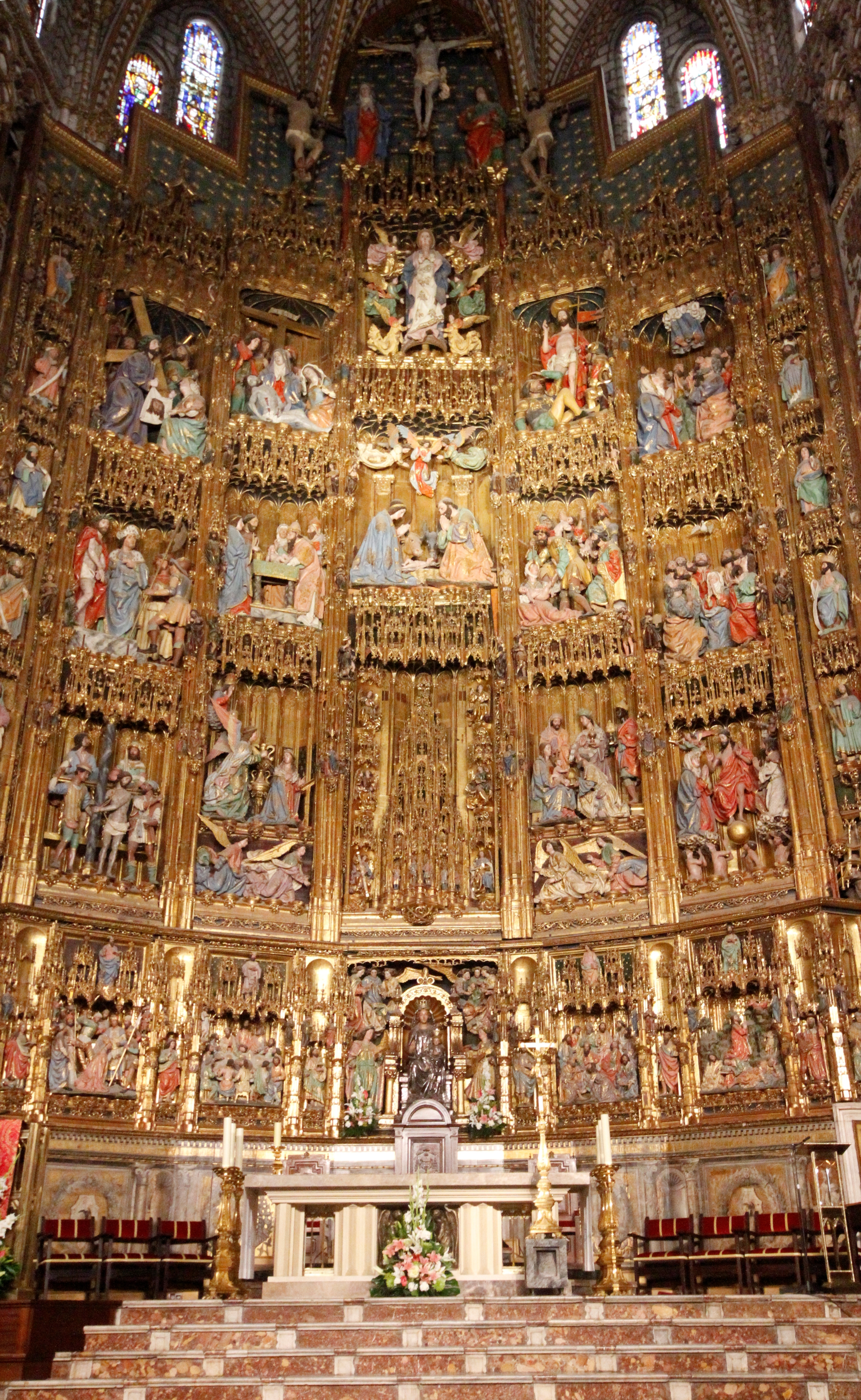
Retaule hispànicː retaule major de la catedral de Toledo
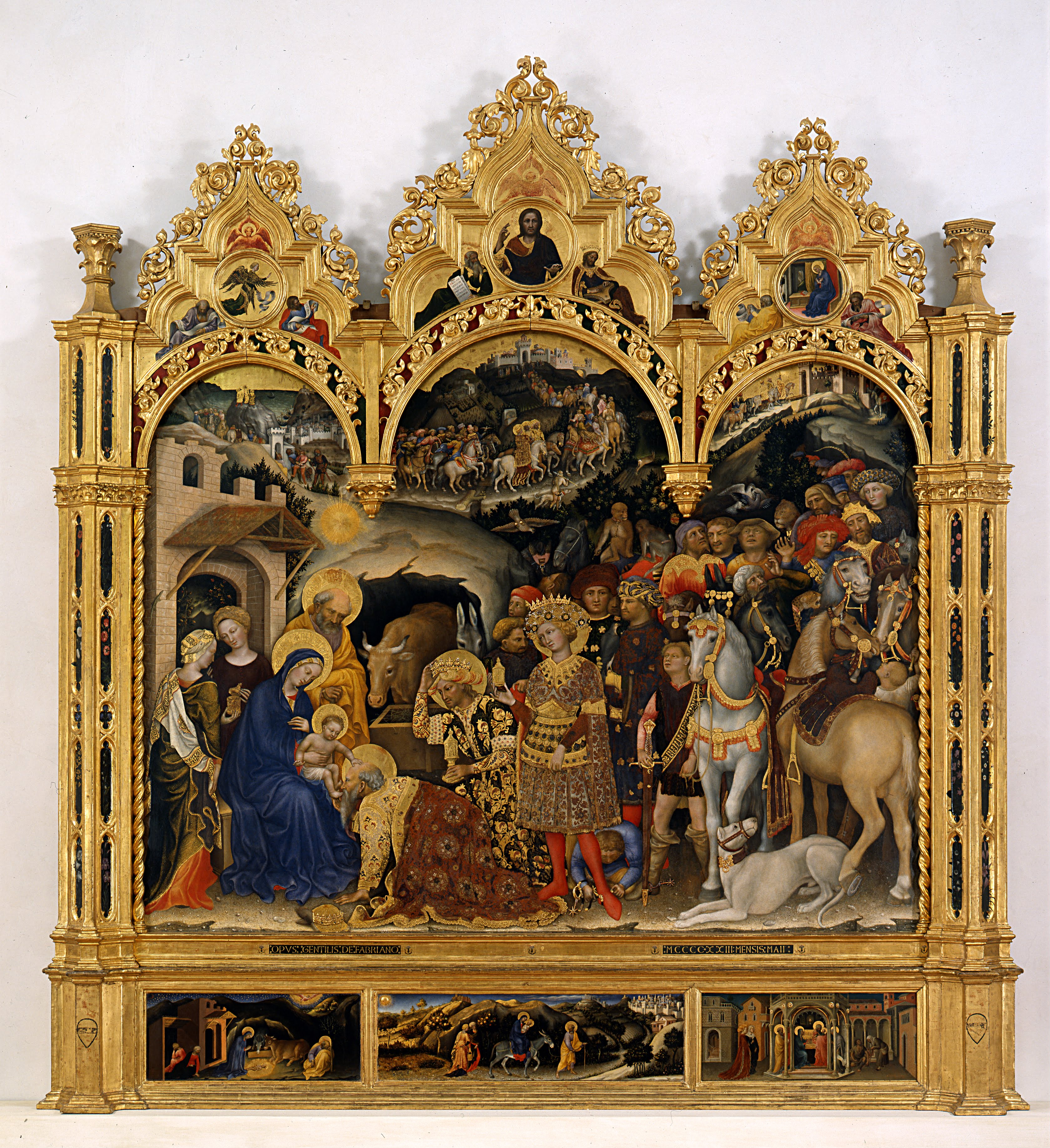
"Pala" d'altar italianaː L'Adoració dels mags de Gentile da Fabriano (Pala Strozzi)
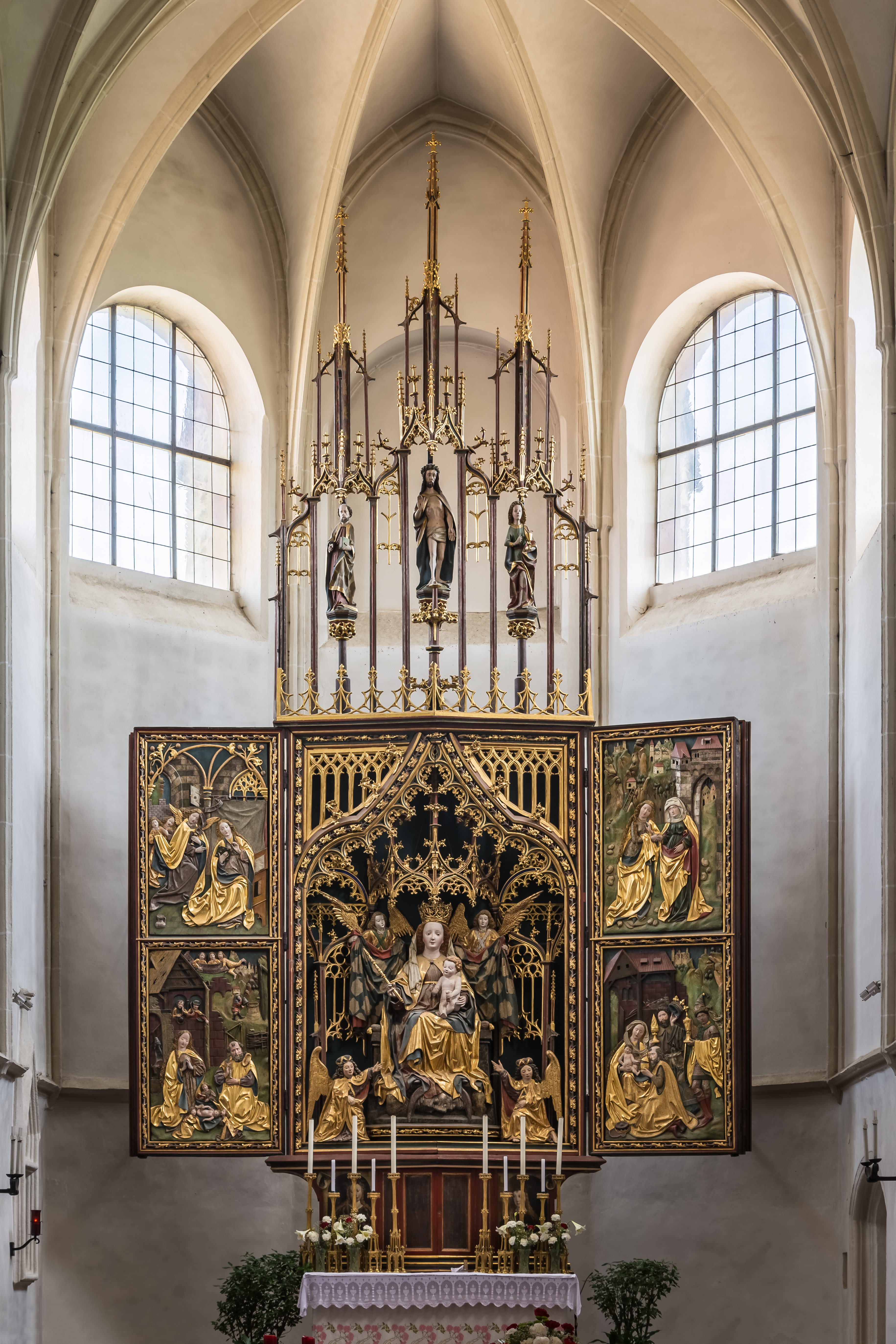
Flügelaltar de l'església de Maria Laach am Jauerling
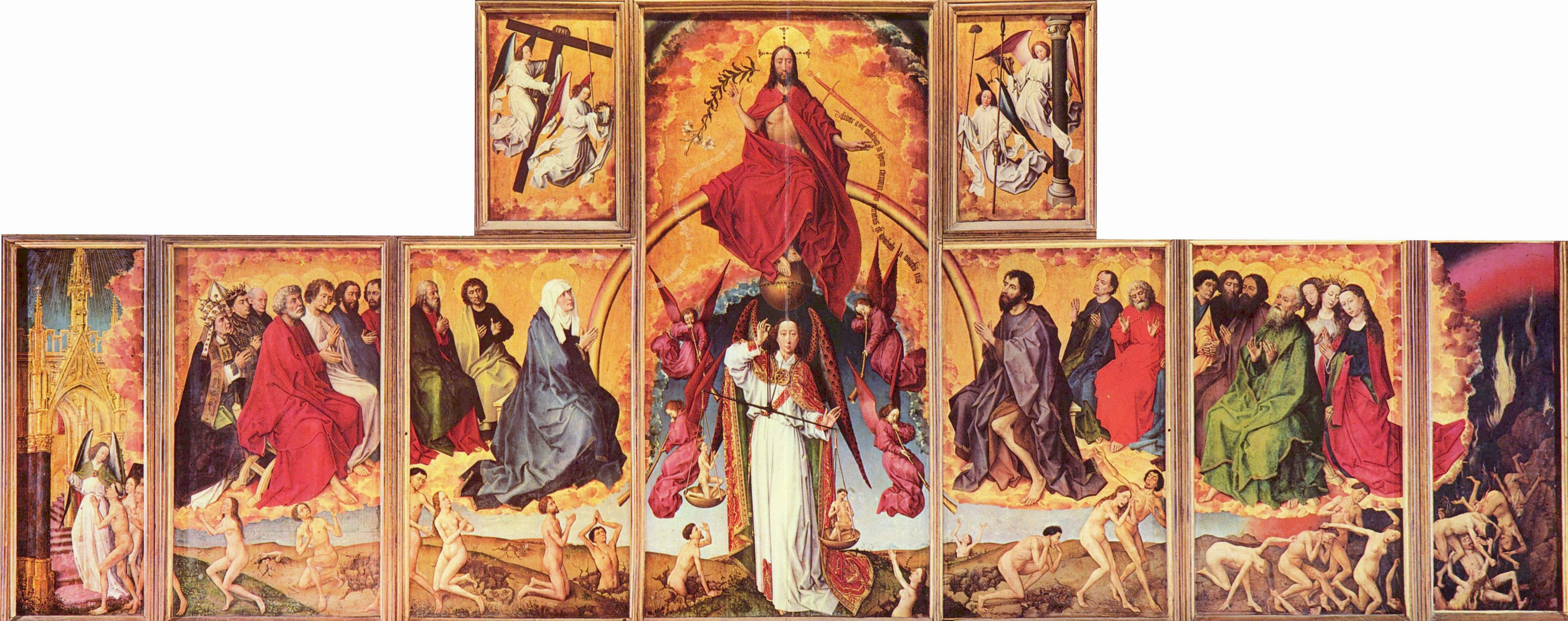
Políptic flamencː El Judici Final, de Rogier Van der Weyden (amb les portes obertes)
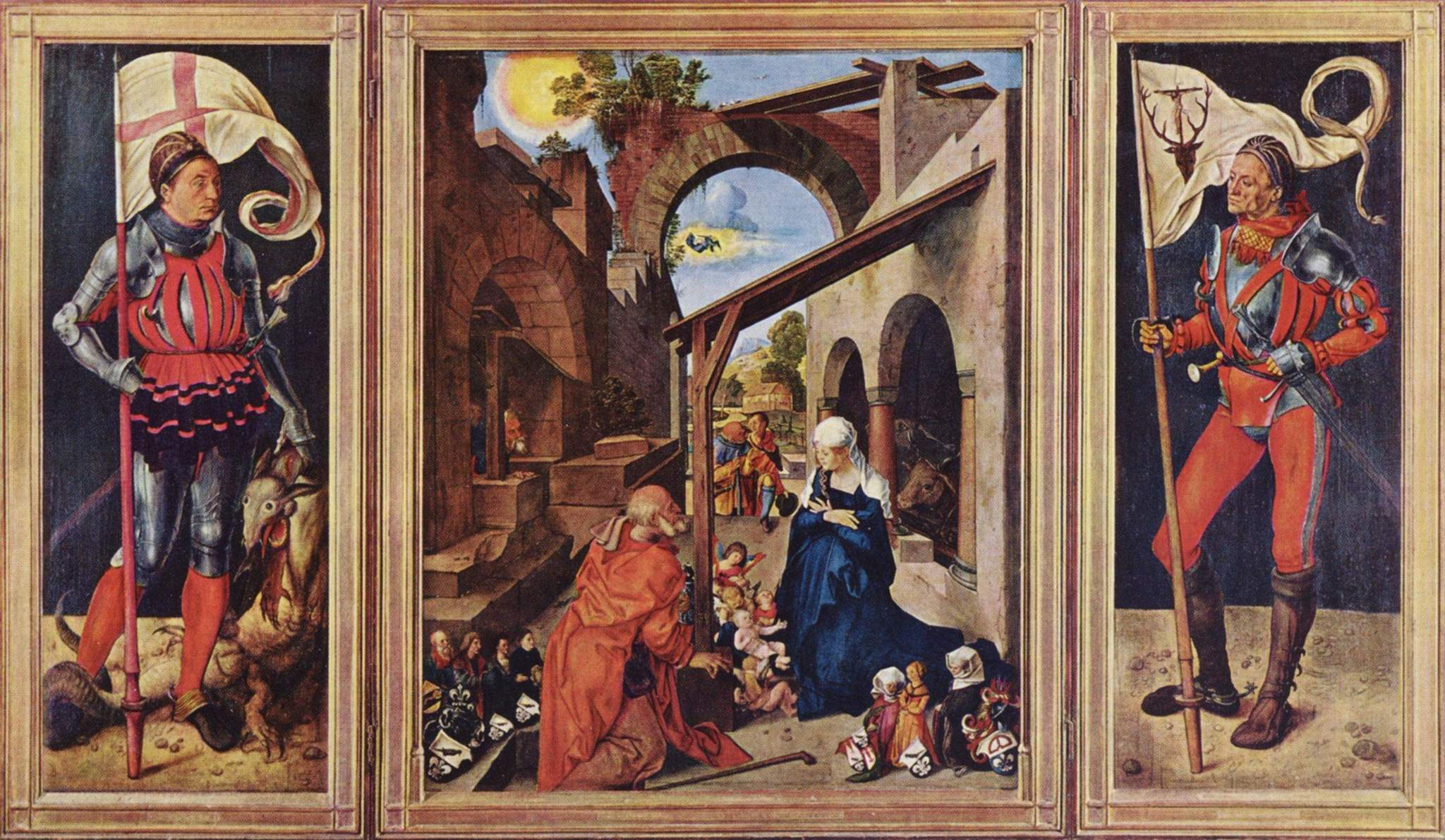
Trípticː Retaule Paumgartner, de Durer (amb les portes obertes)

## Estructura i parts d'un retaule. Terminologia
Igual que les tipologies, les estructures dels retaules poden variar molt segons els llocs i els moments històrics. A continuació es descriu l'estructura típica dels retaules hispànics, que es defineix durant els segles del gòtic i que evoluciona i es transforma durant el Renaixement i el Barroc.
Un retaule és una estructura composta per diverses caselles o compartiments (també anomenats cases, panys o plafons) entre els quals destaca el compartiment o casella central, on es troba representada la imatge principal, que el presideix, i que determina la temàtica del retaule. Aquesta acostuma a desenvolupar temes relacionats amb la Mare de Déu (per exemple, els anomenats set goigs de la Mare de Déu) o els sants.
Les caselles d'un retaule desenvolupen la representació de diverses escenes o episodis relacionats amb aquest tema principal.
Independentment del tema del retaule, el compartiment més alt (la taula cimera, cimal o àtic, situada al capdamunt del carrer central) acostuma a representar la crucifixió de Jesús al Calvari o bé, en els retaules barrocs, el Pare Etern.
A la part inferior del retaule s'hi acostuma a trobar un cos de composició apaïsada que li fa de sòcol o basament i que s'anomena bancal o predel·la. El seu contingut iconogràfic també pot ser autònom respecte de la resta del retaule. En els retaules gòtics el bancal acostuma a presentar diversos compartiments amb imatges de sants, normalment de mig cos, i al centre la representació simbòlica de Crist al Sepulcre, l'anomenat Crist de Pietat o Baró de dolors. En els retaules barrocs, el bancal acostuma a estar centrat pel sagrari
Verticalment, un retaule s'estructura en diversos carrers separats per muntants. Es parlarà, doncs, del carrer central i dels carrers laterals. En alguns retaules els muntants es decoren amb petits compartiments figurats que en la documentació catalana antiga s'anomenen filloles.
Horitzontalment, el retaule se subdivideix en cossos o pisos, normalment separats entre ells per motllures o impostes.
El coronament superior dels retaules gòtics acostuma a estar constituït per pinacles (que també es poden denominar espigues o agulles) i per florons, sovint constituint una xambrana, cogulla (també dita cuculla) o cresteria que ressegueix el perfil superior de les taules.
Un element característic dels retaules hispànics és el guardapols o polsera, un marc voladís que envolta el retaule i que com el seu nom indica serveix per a protegir-lo de la pols.
A vegades, sobretot a partir del segle xv, als costats d'un retaule, però formant part de la seva mateixa estructura, s'hi trobaven les portes que permetien accedir a la part de darrere, on hi havia la sagristia. Molt sovint aquestes portes eren decorades amb pintures que representaven sants de cos sencer, a mida natural. En els retaules barrocs les portes eren per accedir al cambril.

## Realització d'un retaule

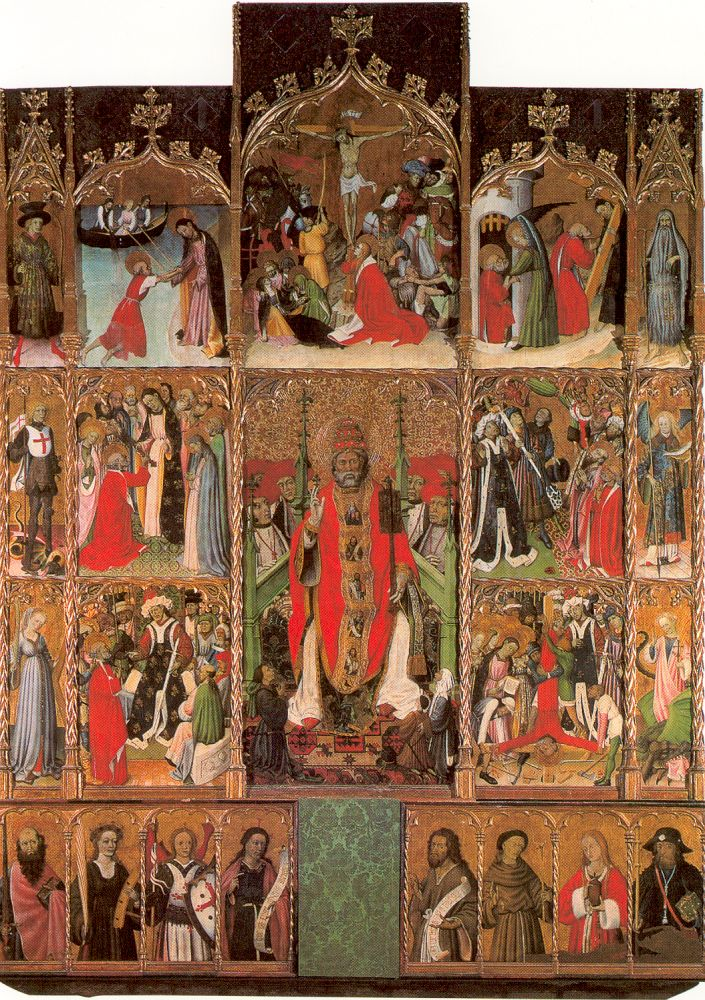
Retaule de Púbol, obra de Bernat Martorell, 1437-38

La realització d'un retaule partia d'un encàrrec dels seus promotors a l'artista que havia de fer-lo, formalitzat mitjançant un contracte. En aquest contracte s'acostumaven a especificar les característiques que havia de tenir l'obra un cop acabada (dimensions, contingut iconogràfic, materials a utilitzar, etc.), el seu preu, els terminis d'execució i de pagament i també acords relatius al control de qualitat de l'obra executada. Era habitual que el contracte anés acompanyat d'una traça o mostra, és a dir, un dibuix més o menys detallat de la forma que finalment havia de tenir el retaule.
A més del pintor o de l'escultor principals, en l'execució del retaule també hi podien intervenir altres professionals, en nombre variable depenent de la complexitat de l'obra. Per exemple, els fusters que havien de realitzar l'estructura i les labors de talla ornamental, els dauradors encarregats de daurar-lo, els responsables de la policromia de les imatges, etc.
Normalment l'artista principal, pintor o escultor, executava la seva part al seu propi taller i tot seguit les peces ja acabades o quasi acabades es traslladaven al lloc de destí, on es procedia al seu acoblament i al muntatge de l'obra. Si es tractava de retaules de fusta o pedra tallada la policromia i el daurat s'aplicaven un cop l'obra era muntada.
Per la documentació conservada podem saber que el Retaule de Sant Pere de Púbol, obra del pintor gòtic Bernat Martorell, es va realitzar en un any i mig a partir de la signatura del contracte l'any 1437. El retaule barroc de Prada de Conflent, obra de Josep Sunyer i Raurell, va necessitar gairebé tres anys per acabar-se, des de començaments de 1697 fins al setembre de 1699. Més lenta va ser l'execució del retaule barroc d'Arenys de Mar: en una primera fase, entre 1706 i 1709, l'escultor Pau Costa va realitzar l'obra de talla, i en una segona fase, entre 1711 i 1712, es va fer la policromia i el daurat del conjunt, de manera que es van necessitar fins a sis anys per acabar-lo. Molt més llarga va ser encara l'execució del Retaule barroc del Miracle, que es va iniciar el 1747 i no es va acabar de policromar i daurar fins al cap de 27 anys, el 1774

## Història

### Orígens: el retaule com a objecte sumptuari

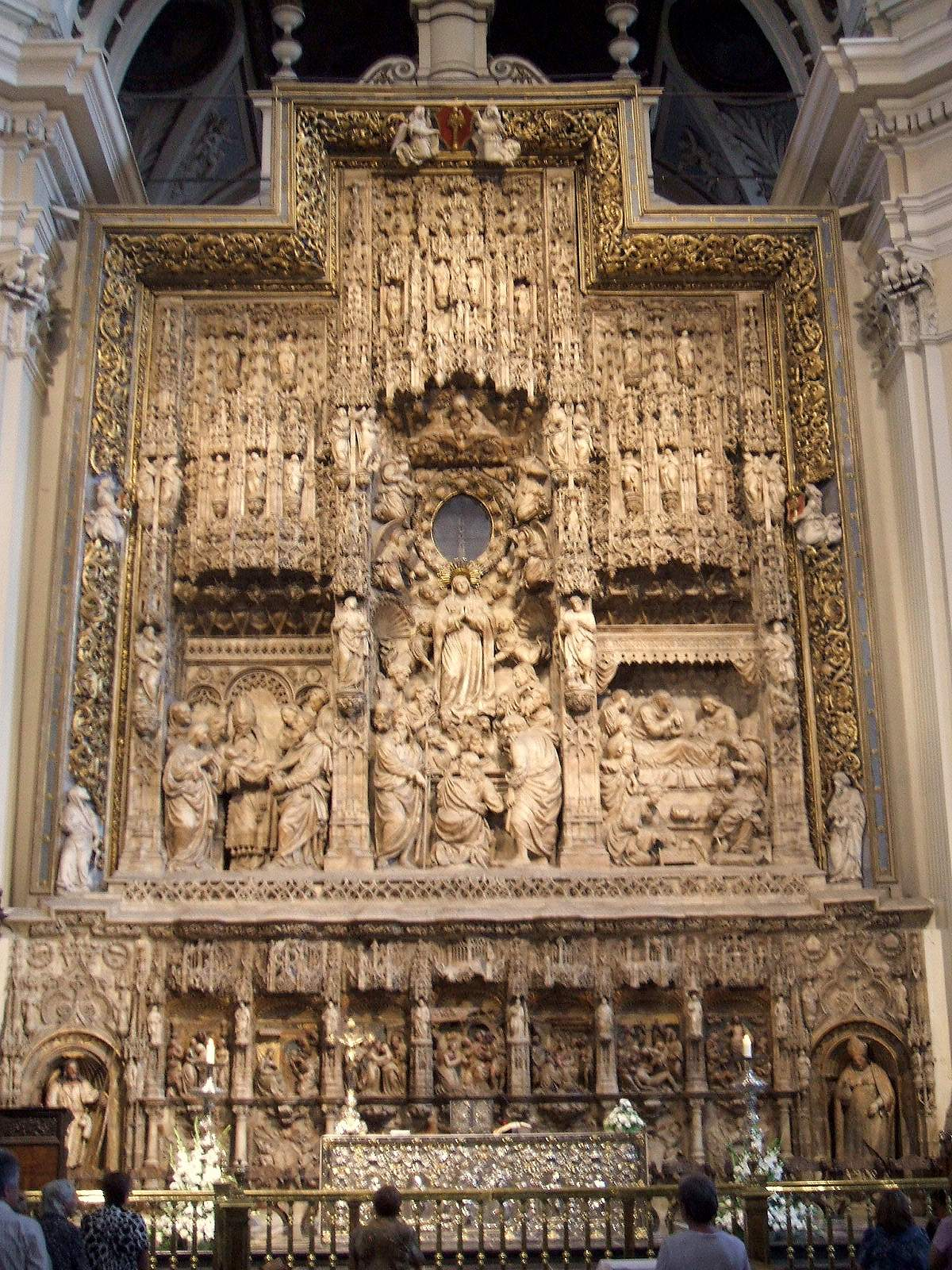
Retaule d'alabastre policromat de la Basílica de Pilar de Saragossa, obra de Damià Forment

Hi ha diverses teories per explicar els orígens i el desenvolupament inicial dels retaules. En tot cas, entre els segles IX-X es comença a documentar el costum de posar a sobre o just darrere de l'altar urnes contenint relíquies de sants, amb la intenció de fomentar-ne el culte i les peregrinacions que l'expansió d'aquest culte comportava. Es tractava, normalment, de peces fetes d'or, argent o esmalts i decorades amb imatges. No és clar que aquest sigui l'origen directe dels retaules però si que es constata que això enceta el costum de desplegar imatges damunt de l'altar, generalment mitjançant objectes de naturalesa sumptuària, de formats petits o mitjans i fets amb materials preciosos (icones, díptics, tríptics, etc.). De tota manera, durant els segles del romànic els principals focus d'atenció iconogràfica a l'entorn de l'altar segueixen sent els frontals o antependis i les pintures murals dels absis de les esglésies.
És cap a la fi del romànic, entre els segles xii i xiii, que es comencen a trobar, cada vegada amb més freqüència, testimonis d'un major desplegament iconogràfic a la part de darrere dels altars. A Catalunya un testimoni destacat és l'anomenat retaulet d'Angustrina, una petita capelleta amb una imatge romànica de la Mare de Déu que es trobava a sobre de l'altar de l'església de Sant Martí d'Envalls i que seria una versió feta amb materials corrents (fusta tallada i policromada) d'aquestes imatges sumptuàries que es posaven damunt dels altars. En aquest moment, a Catalunya també trobem algunes taules pintades que per les seves dimensions difícilment podien haver estat frontals d'altar i que per tant es creu que el seu lloc original era darrere de l'altar. Una d'aquestes taules seria la Taula de Sant Miquel de Soriguerola. Una altra, la dedicada a Sant Jaume que procedeix de Sant Jaume de Frontanyà i es conserva al Museu Diocesà i Comarcal de Solsona. A Itàlia, apareixen també les primeres pales d'altar, resultat del desenvolupament a major escala de les icones.
En aquesta fase inicial de desenvolupament de la decoració de la part posterior dels altars es constata la voluntat de coordinar-la amb els frontals. Així ho testimonia la decoració dels altars escandinaus. A Catalunya, es conserven (al MNAC) dues taules pintades a començaments del segle XIV i procedents de Vallbona de les Monges, les quals formen parella però una d'elles hauria servit com a frontal mentre l'altra hauria fet funcions de retaule. Així mateix, es constata la transformació en retaules, pujant-les a sobre de l'altar, de peces d'orfebreria que inicialment havien tingut altres funcions o servit com a frontals d'altar. Així està documentat a la basílica de Saint-Denis. La famosa Pala d'or de Sant Marc de Venècia o el retaule d'esmalts de Santuari de Sant Miquel d'Aralar, a Navarra, també haurien servit com a antependis abans de ser transformats en retaules. Semblantment, el tríptic esmaltat del monestir de Klosterneuburg, obra de Nicolas de Verdun.

### Retaules gòtics: la transformació en objecte pictòric o escultòric

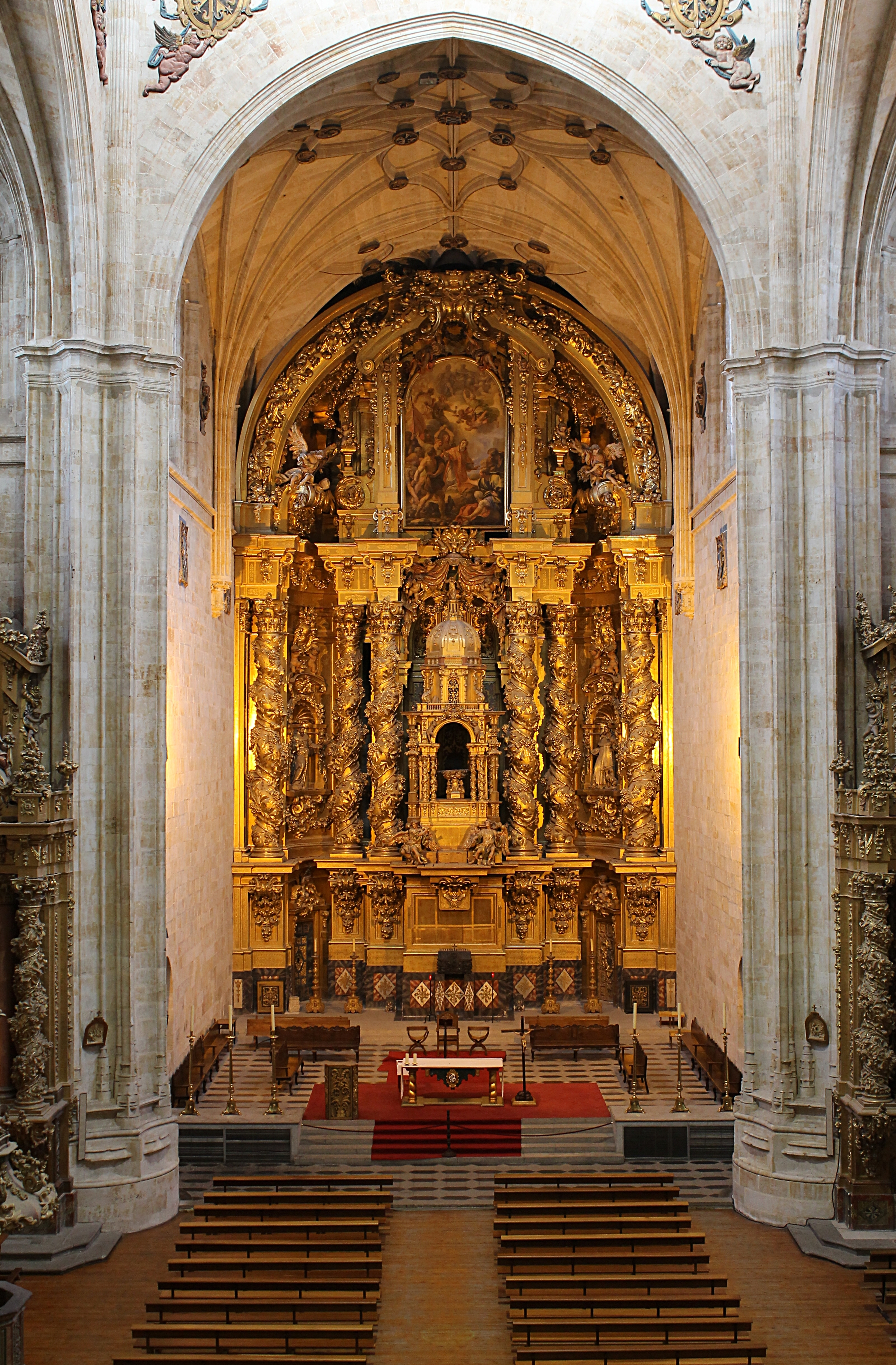
Retaule del convent de Sant Esteve de Salamanca, obra de José Benito Xoriguera

L'arquitectura gòtica ofereix un nou marc per al desenvolupament de la retaulística. Són diversos els factors que propicien l'extraordinari desenvolupament de la retaulística durant els segles del gòtic. D'una banda, l'evolució de l'arquitectura, ja que les estructures arquitectòniques gòtiques ofereixen menys superfície per a la pintura mural (que havia estat predominant durant el romànic), i en canvi propicien el desenvolupament de l'art del vitrall i també dels retaules. D'una altra banda el desenvolupament del sentit narratiu (o narrativitat) que caracteritza l'art i la literatura del gòtic
Nascuts com a objectes sumptuaris a l'Alta Edat mitjana, la seva mutació en objectes pictòrics i escultòrics en el context de l'art gòtic els atorga una posició privilegiada com a escenari per a l'expansió de la creativitat dels artistes i per a la innovació estètica durant la Baixa Edat Mitjana. És molt important la contribució des retaules gòtics al desenvolupament de narratives visuals, en particular les relacionades amb formes de devoció pietosa basades en la contemplació i la meditació. Així els temes relacionats amb la passió de Crist, els goigs de la Mare de Déu o les vides de sants són els grans protagonistes de la retaulística gòtica. Tots aquests temes es poden connectar. evidentment, amb literatura pietosa, com ara les narracions hagiogràfiques de la Llegenda daurada.
El desenvolupament de nous formats artístics de caràcter autònom cap a la fi de l'Edat Mitjana (el quadre, l'estàtua) determina una minva del protagonisme dels retaules com a factor d'innovació i experimentació estètica. Tanmateix, durant el quatre-cents, la contribució de les "pales" italianes segueix essent notable. Als Països Baixos, la presència cada vegada més destacada dels donants en tríptics i díptics dona impuls al gènere del retrat. En altres llocs d'Europa els retaules de la fi de l'edat mitjana tendeixen a fer ostentació de virtuosisme (els delicats retaules de fusta tallada germànics, per exemple) o de riquesa (sobreabundància de daurats i monumentalització dels retaules hispànics).
El retaule és l'expressió més genuïna de la pintura catalana sobre taula des del segle xiv. Cap a 1400 mostra ja una fesomia clarament autòctona i ha adquirit unes dimensions considerables, de manera que les delicades figuracions procedents de la França septentrional i de l'àrea neerlandesa s'han d'adaptar aquí als requeriments del gènere, el sistema de treball i les expectatives dels clients locals.
A Catalunya, hi ha una seixantena de retaules de pedra dels segles XIV i XV coneguts.

### Retaules renaixentistes
Els retaules renaixentistes comencen incorporant el repertori ornamental i decoratiu característic de l'art del Renaixement (grotescos, etc..) damunt d'estructures que segueixen els models del gòtic tardà. És la fase que a Espanya s'anomena plateresca. Més endavant l'estructura dels retaules ja es construeix utilitzant els elements característics de l'arquitectura clàssica: columnes, entaulaments, frontons, etc.
El Renaixement, amb el desenvolupament de nous formats d'art moble (el quadre, l'estàtua exempta) aparta els retaules de les línies més experimentals i innovadores de la creació artística.

### Retaules barrocs. Al servei de la Contrareforma.

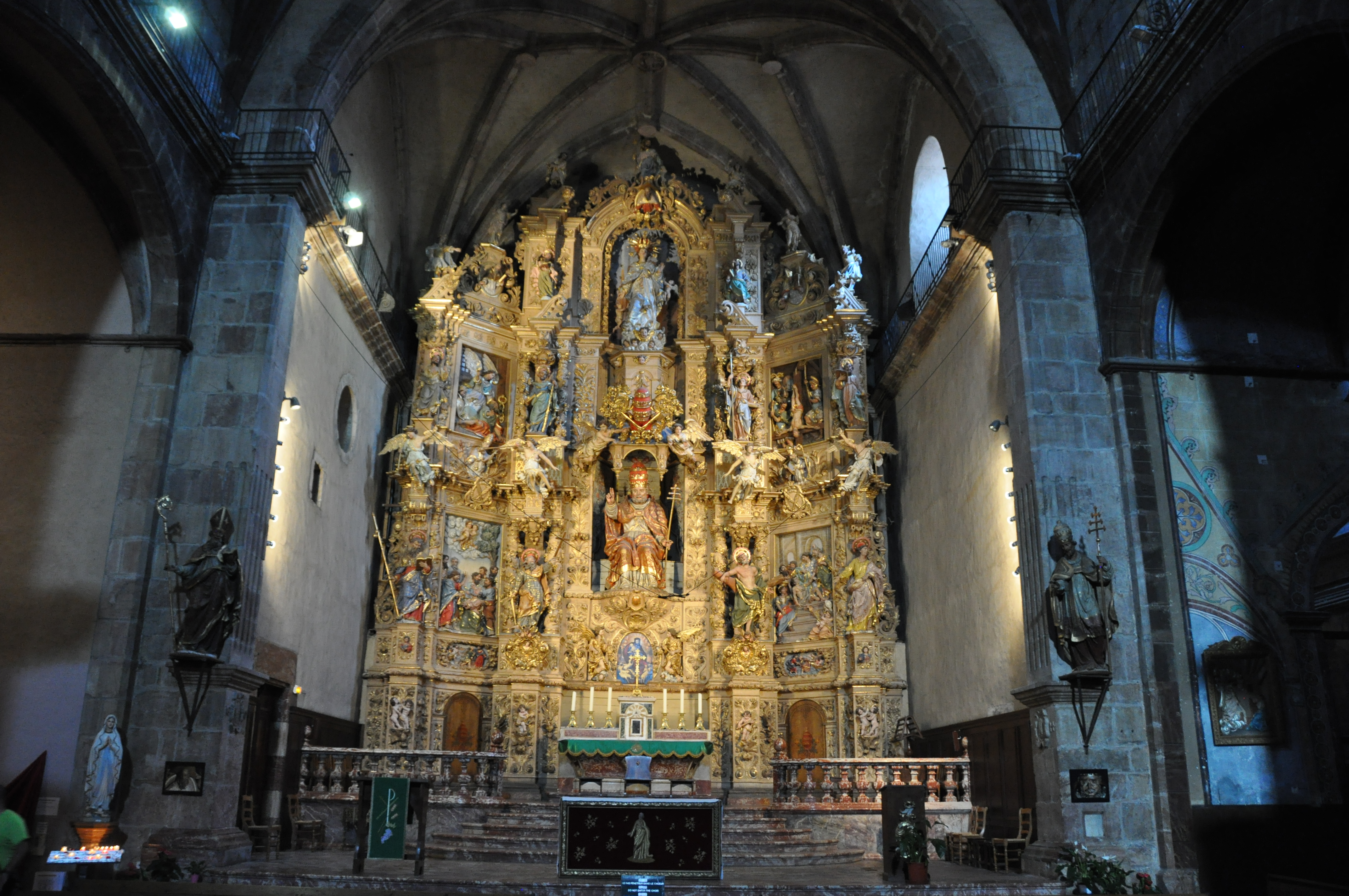
Retaule major de Prada de Conflent, obra de Josep Sunyer, 1697-99

La Reforma i la Contrareforma suposen un tombant decisiu per a la història dels retaules. Als països on s'imposa la reforma el protagonisme dels retaules serà cada vegada més discret. En canvi, als països contrareformistes, i molt especialment als països hispànics, els retaules veuen reforçat el seu protagonisme de forma molt considerable, esdevenint elements al servei de la difusió dels nous plantejaments de l'església derivats del Concili de Trento.
Així, durant el barroc, el retaule, l'altar i el sagrari arribaran a fondre's i a formar tots junts una sola unitat. Al mateix temps els retaules integraran diversos elements per potenciar el seu caràcter escenogràfic com ara manifestadors, cambrils, etc. Quant a les temàtiques es veuran potenciats el culte a la Immaculada i a altres advocacions marianes, com la Mare de Déu del Roser, i, en general, els retaules s'associaran estretament a la pietat popular.
L'estructura dels retaules d'estil barroc es caracteritza per l'ús de la columna salomònica i per composicions cada vegada més fluides, amb un protagonisme destacat de l'ornamentació complementària i dels daurats. Durant el període barroc predominen absolutament els retaules de fusta tallada, daurada i policromada. Conceptualment, els retaules barrocs responen a les directrius emanades del Concili de Trento.
Sovint els retaules barrocs es combinen amb altres estructures com ara els cambrils.

### La il·lustració i la fi de la retaulística tradicional
Les idees de la il·lustració i la seva plasmació estètica, el neoclassicisme, van comportar la fi de la retaulística tradicional. La il·lustració va posar en qüestió la funció propagandística que la Contrareforma havia atribuït als retaules com també l'estètica barroca que la vehiculava. A Espanya, l'actuació de l'Acadèmia de San Fernando de Madrid, inspirada per la cultura de la il·lustració, va suposar la gradual extinció dels molts tallers d'escultors, tallistes, dauradors, etc. que centraven la seva activitat en la producció de retaules mantenint-se fidels a l'estètica barroca i a un funcionament propi del sistema gremial, també en procés d'extinció. El cop gairebé definitiu el va suposar una disposició del rei Carles III, de l'any 1777, per la qual es prohibia la realització de retaules de fusta daurada i policromada, recomanant, en canvi, que es fessin de pedra o estuc, obeint al gust neoclàssic. El 1792, una nova ordre de Carles IV confirmava aquesta anterior disposició.
En lloc dels retaules apareixen aleshores els edicles, petits templets de planta circular o semicircular i d'inspiració classicista. El de la catedral d'Elna data de 1724 i la seva realització anunciava la fi dels retaules barrocs a la Catalunya Nord, desplaçats per l'adopció de nous models estètics al gust de París. A Barcelona destaca el retaule neoclàssic de l'església de Sant Felip Neri, realitzat entre 1807-1815 segons un projecte de Nicolau Travé i amb la possible participació de l'escultor Salvador Gurri. Sobresurt així mateix l'edicle neoclàssic de l'altar major de l'església dels Sants Just i Pastor, construït entre 1816 i 1832 en substitució d'un retaule del segle xvi. D'estil neoclàssic era també el desaparegut retaule major de l'església de Sant Martí de Calonge (1802-1808), obra de Josep Barnoya.
Els retaules produïts entre el segle xix avançat i durant el segle xx, tendeixen a ser obres de caràcter historicista que reprodueixen models històrics, sobretot del gòtic. Així, el retaule major de la catedral de Múrcia és una obra neogòtica de 1863 i el de l'església augustiniana de Viena data de 1870 i va ser originalment concebut per a la neogòtica església votiva d'aquesta ciutat. El retaule de la catedral de Calahorra és una recreació feta al segle 20 del retaule original del s. XVII, destruït per un incendi. El retaule major de l'església del santuari de Torreciutat, obra de l'escultor Joan Mayné (1972-1975) reprodueix la tipologia característica dels retaules aragonesos del Renaixement.
Són escasses les innovacions que l'art contemporani ha aportat a aquest format artístic, que a les esglésies ha tendit a ser desplaçat per altres formes d'art aplicat al mur, com la mateixa pintura mural o intervencions significatives com la de Riera i Aragó a la parròquia del patriarca Abraham de Barcelona (1992). L'artista nord-americà Bill Viola ha desenvolupat diversos projectes de retaules concebuts com a videomosaics entre eks quals són ben coneguts els de la catedral de Saiint Paul de Londres. Les capelles laiques de Rothko a Houston, o de Tàpies a la UPF de Barcelona aporten una evolució contemporània dels antics retaules per a la devoció privada.